# Ropczyce
Ropczyce is een stad in het Poolse woiwodschap Subkarpaten, gelegen in de powiat Ropczycko-sędziszowski. De oppervlakte bedraagt 47,09 km², het inwonertal 15.049 (2005).

## Verkeer en vervoer
- Station Ropczyce
- Station Ropczyce-Witkowice

## Partnerstad
- Ochsenfurt
- Lokeren
- Busk
- Stropkov